# Listă de filme românești din 2012
Aceasta este o listă de filme românești din 2012:

## Lista
| Premiera mondială | Titlu             | Studio | Distribuție, echipa tehnică                                                       | Gen | Ref. |
| ----------------- | ----------------- | ------ | --------------------------------------------------------------------------------- | --- | ---- |
|                   | Blu               |        | Nicolae Constantin Tănase (regia); Mădălina Craiu, Rodica Negrea, Dan Condurache. |     |      |
|                   | Palatul soarelui  |        | David Reu (regia);                                                                |     |      |
|                   | S-a furat mireasa |        | Jesús del Cerro (regia); cu Cătălina Grama, Adina Galupa.                         |     |      |

- 365 de Revelioane, de Paul Negoescu[1] - IMDB
- Undeva la Palilula, de Silviu Purcărete[2] - IMDB
- După dealuri, de Cristian Mungiu[3][4][5] - IMDB
- O lună în Thailanda, de Paul Negoescu[6] - IMDB
- Evadarea, de Andrei Gruzsniczki[7]
- Trei zile până la Crăciun, de Radu Gabrea - CineMagia[8][35]
- Ultimul corupt din România, de Sergiu Nicolaescu[9][10]
- Lupu, de Bogdan Mustață
- Despre oameni și melci, coproducție româno-franceză [11][12]
- Toată lumea din familia noastră, de Radu Jude [13]
- Rocker, de Marian Crișan [14]

Documentare
- Stremț '89, de Dragoș Dulea și Anda Pușcaș
- Gone Wild, de Dan Curean
- Aici... adică Acolo, de Laura Căpățâna Juller
- Turn off the lights, de Ivana Mladenović

Filme de scurt metraj
- Cătun fericit, de Dumitru Cucu [15] - CineMagia
- Șanțul, de Adrian Silișteanu [16]
- Vaca finlandeză, de Gheorghe Preda [16]
- Pastila fericirii, de Cecilia Felmeri [16]
- Waste, de Anton Groves [16]
- Tuns, ras și frezat, de Bogdan Mureșanu [16]